# Angel Road (stacja kolejowa)
Angel Road – stacja kolejowa obsługiwana przez brytyjskiego przewoźnika kolejowego National Express East Anglia położona w północno - wschodnim Londynie, w dzielnicy Enfield. W systemie londyńskiej komunikacji miejskiej, należy do czwartej strefy biletowej. Została otwarta 1 marca 1849 r. Pociągi kursują tu zazwyczaj co godzinę w kierunku Bishop’s Stortford i Liverpool Street Station, w centralnym Londynie.